# ضعف اخلاقی عجیب خانم وارد
ضعف اخلاقی عجیب خانم وارْدْ (ایتالیایی: Lo strano vizio della Signora Wardh) یک فیلم معمایی جالو به کارگردانی سرجو مارتینو است که در سال ۱۹۷۱ منتشر شد.

## بازیگران
- ادویژ فنش
- جورج هیلتون
- ایوان راسیموف
- آلبرتو د مندوسا
- کارلو آلیگیرو